# 吉富璣一
吉富 璣一（よしとみ きいち、明治4年11月10日（1871年12月21日） -  昭和4年（1929年）4月11日）は、日本の実業家。

## 来歴・人物
山口県吉敷郡山口町生まれ。1895年高等商業学校（現一橋大学）卒業。1911年に三井物産を退社し、北海電化工業社長、東京金物商会社長、日魯漁業取締役、長州鉄道監査役、相模鉄道監査役などを務めた。

## 親族
妻は吉敷郡会議員を務めた山内唯五郎の妹。浅野順一青山学院大学名誉教授は甥。